# Misty Rain
Misty Rain (nascuda el 10 d'agost de 1969 a Long Beach, Califòrnia) és una actriu porno, directora i ballarina de striptease estatunidenca. Rain va començar la seva carrera el 1992, i el 1997 va ser contractada per Metre Pictures per aparèixer en 12 pel·lícules i dirigir i protagonitzar una sèrie pròpia trucada Misty Cam. Rain va establir que durant el contracte podria protagonitzar altres produccions de major nivell, on pogués demostrar els seus dots interpretatius. El 2000 va treballar, per New Sensations, en una sèrie anomenada Worldwide Sex.

## Premis

### Guanyats
- 1995 – XRCO Starlet of the Year[2]
- 1995 – XRCO Best Girl-Girl Scene per The Dinner Party (amb Celeste i Debi Diamond)[2]
- 1995 – AVN Best All-Girl Sex Scene per The Dinner Party (amb Celeste i Debi Diamond)[3]
- 1995 – AVN Best All-Girl Sex Scene (Vídeo) per Buttslammers 4 (amb Bionca, Felecia i Debi Diamond)[3]
- 1995 – AVN Best Group Sex Scene per Sex (amb Debi Diamond, Diva i Gerry Pike)[3]
- 1996 – XRCO Best Girl-Girl Scene per Takin' it to the Limit 6 (amb Traci Allen, Bionca, Felecia, i Jill Kelly)[2]
- 1996 – AVN Best All-Girl Sex Scene (Vídeo) per Takin' it to the Limit 6 (amb Traci Allen, Bionca, Felecia, i Jill Kelly)[3]
- 1996 – AVN Best All-Girl Sex Scene per Fantasy Chamber (amb Jenteal i Felecia)[3]
- 1997 – AVN Best All-Girl Sex Scene (Vídeo) per Buttslammers the 13th (amb Missy i Caressa Savage)[3]
- 1998 – AVN Best Couples Sex Scene per Xarxa Vibe Diaries (amb Marc Wallice)[3]
- AVN Hall of Fame[4]

### Nominacions
- 2000 – AVN Best Supporting Actress per Things Change 3[5]
- 2000 – AVN Best Couples Sex Scene per Things Change 3 (amb Mark Davis)[5]
- 2003 – AVN Best Supporting Actress pels Vampyres 2[6]
- 2004 – AVN Best All-Girl Sex Scene (Video) per Misty Rain's Worldwide Sex 9 (amb Sylvia Saint i Venus)[7]